# جي. س. دانيلسون
جي. س. دانيلسون (بالإنجليزية: G. C. Danielson)‏ هو فيزيائي أمريكي، ولد في 1912 في دوفير في الولايات المتحدة، وتوفي في 30 سبتمبر 1983.